# Tu si 'na cosa grande (Renato Zero)
Tu si 'na cosa grande è un singolo del cantautore italiano Renato Zero, pubblicato nel 2000 come quarto estratto dall'album Tutti gli Zeri del Mondo.

## Il brano
Tu si 'na cosa grande è una canzone di Domenico Modugno composta dal cantautore pugliese e da Roberto Gigli. Si tratta della cover cantata da Renato Zero e inserita nell'album Tutti gli Zeri del Mondo. Estratta come quarto singolo, venne interpretata per la prima volta durante la seconda puntata della trasmissione televisiva (che dà il titolo all'album) condotta dal cantautore romano, andata in onda il 28 marzo 2000 su Rai 1. Oltre a questa cover, nel disco sono anche presenti brani di Charles Aznavour, Fabrizio De André, Luigi Tenco, Umberto Bindi e Lucio Battisti, tutti reinterpretati da Zero, la maggior parte dei quali cantati già nel corso del suo programma televisivo. Il brano fu, poi, eseguito anche a Note di Natale, trasmissione condotta da Lorella Cuccarini e trasmessa su Canale 5, davanti a una folla di 5.000 persone in Piazza del Duomo a Milano. Di questa cover, venne realizzato anche un videoclip girato a Napoli, insieme a Elena Sofia Ricci, che andò in onda in anteprima su Canale 5 il 5 dicembre 2000. La canzone fu pubblicata solo su CD Single Promo (Radio Edit) destinato alle radio.

## Tracce
1. Tu si 'na cosa grande (Radio Edit) – 3:37